# Neja (affluente della Unža)
La Neja (in russo Нея?) è un fiume della Russia europea, affluente di sinistra della Unža nel bacino del Volga. Scorre nei rajon Čuchlomskij, Galičskij, Antropovskij, Parfen'evskij, Nejskij e Makar'evskij dell'oblast' di Kostroma.
Nasce nel distretto Čuchlomskij e scorre inizialmente verso est, poi gira in direzione meridionale; sfocia nella Unža a 33 km dalla foce, pochi chilometri a valle di Makar'ev. Ha una lunghezza di 253 km, l'area del suo bacino è di 6060 km². I suoi maggiori affluenti sono la Nel'ša e la Vochtoma, ambedue provenienti dalla sinistra idrografica.
Il fiume è gelato, mediamente, da novembre ad aprile; il maggior centro urbano che attraversa è la città di Neja, nell'alto corso passa dal villaggio di Parfen'evo.